# A Bela Adormecida (1959)
Sleeping Beauty (bra/prt: A Bela Adormecida) é um filme animado norte-americano de 1959, do gênero drama romântico-fantástico, dirigido por Clyde Geronimi, Eric Larson, Wolfgang Reitherman e Les Clark, com roteiro baseado no conto de fadas A Bela Adormecida, de Charles Perrault.
Produzido por Walt Disney e lançado nos cinemas em 29 de janeiro de 1959, é o 16.º longa-metragem de animação dos estúdios Disney, sendo um dos primeiros a usar todos os recursos do formato widescreen e foi o primeiro longa-metragem animado a ser filmado em bitola 70 mm. Em 2019, o filme foi considerado "culturalmente, historicamente ou esteticamente significativo" pela Biblioteca do Congresso dos Estados Unidos e selecionado para preservação no National Film Registry.

## Sinopse
Na sua cerimônia de batismo, Aurora acaba sendo amaldiçoada por Malévola, a cair num sono profundo — no seu décimo sexto aniversário — que só irá despertar-se do seu sono após um beijo de amor verdadeiro. Para tentar ajudar que a maldição não se cumpra, as três boas fadas, Flora, Fauna e Primavera, acabam por criar Aurora como uma camponesa numa floresta. Entretanto, Malévola acaba por descobrir sobre Aurora, o que levará a cumprir a sua maldição, só restará ao príncipe Felipe afrontar Malévola e conseguir salvar a princesa.

## Elenco
- Mary Costa como Princess Aurora / Rose (Princesa Aurora / Rosa)
  - No Brasil, Maria Alice Barreto[13](diálogos).
- Bill Shirley como Prince Phillip (Príncipe Filipe)
  - No Brasil, Maurício Sherman[13] (diálogos)
- Eleanor Audley como Maleficent (Malévola / Maléfica)
  - No Brasil, Heloísa Helena[13]
- Verna Felton como Flora
- Barbara Jo Allen como Fauna
  - No Brasil, Nádia Maria[13]
- Barbara Luddy como Merryweather (Primavera)
  - No Brasil, Joyce de Oliveira[13]
- Taylor Holmes como King Stefan (Rei Estevão)
  - No Brasil, Roberto de Cleto[13]
- Verna Felton como Queen Leah (Rainha Leah)
- Bill Thompson como King Hubert (Rei Humberto)
  - No Brasil, Hamilton Ferreira[13]

## Produção

### Desenvolvimento da história
Após o sucesso crítico e comercial de Cinderela, o desenvolvimento de A Bela Adormecida começou no início de 1951. Na época de Branca de Neve e os Sete Anões, muitas ideias de Walt Disney e seus animadores foram descartadas já que a tecnologia na época não permitida de serem feitas, posteriormente algumas cenas foram utilizadas em A Bela Adormecida, Walt não pensava que seus animadores possuíam maestria suficiente para desenhar personagens masculinos de maneira verossímil. Em meados de 1953, o diretor Wilfred Jackson tinha desenvolvido uma cena com Aurora e Felipe, entretanto, Walt Disney preferiu por adiar a produção, retomando somente em 1955. Durante vários meses, Jackson, Ted Sears, e outros escritores do projeto, reescreveram o roteiro, que receberam uma resposta tépida de Walt Disney. O nome dado à princesa pelos seus pais biológicos reais são "Aurora" (do latim, "alvorecer"), assim como no balé de Tchaikovsky. O nome é o mesmo na versão de Perrault, mas não como o nome da princesa. Ela também é conhecida como Briar Rose ou Rosa, nome de camponesa, que é o título da versão alemã pelos Irmãos Grimm. O nome do príncipe Phillip ou Felipe, foi o nome principesco mais reconhecível aos norte-americanos, o personagem foi inspirado em Filipe, Duque de Edimburgo.
Em dezembro de 1953, Jackson sofreu um ataque cardíaco, o que resultou em Eric Larson, dos Os Nove Anciões, assumir o seu cargo como diretor. Em abril de 1954, A Bela Adormecida foi programado para ser lançado em fevereiro de 1957. Devido aos atrasos na produção, o filme foi planejado para ser lançado no Natal de 1957, sendo novamente adiado para o Natal de 1958. Milt Kahl culpou Walt Disney, em relação aos atrasos. Posteriormente, Walt tirou Larson como diretor do projeto, e ele substituiu Larson por Clyde Geronimi. Alguns dos Os Nove Anciões, como Wolfgang Reitherman e Les Clark, entraram na produção.

### Direção de arte
Kay Nielsen — cujo tinha trabalho em esboços do filme Fantasia — foi um dos primeiro a trabalhar nos esboços de A Bela Adormecida em 1952. O estilo artístico do filme surgiu quando John Hench observava as famosas tapeçarias de unicórnio localizadas no Metropolitan Museum of Art, em Nova Iorque. Eyvind Earle o designer de produção inspirou-se no Renascimento francês, utilizando obras de Albrecht Dürer, Irmãos Limbourg, Pieter Bruegel, Nicolaas van Eyck, Sandro Botticelli, como referência. Outras obras incluíram a arte persa e ukiyo-e. Earle saiu dos estúdios Disney em março de 1958, antes da conclusão de A Bela Adormecida.

### Animação
Antes da produção de A Bela Adormecida, eram feitas várias filmagens com atores reais servindo como referência para os animadores. Helene Stanley foi usada como referência para Aurora. Stanley também já tinga sido referência para Cinderela, e posteriormente, em One Hundred and One Dalmatians como Anita. O intérprete de Felipe foi o ator Ed. Kemmer. A dubladora de Malévola, Eleanor Audley, também foi referência para a personagem para os animadores.

### Trilha sonora
As canções em A Bela Adormecida foram compostas por Jack Lawrence e Sammy Fain. Grande parte das canções foram baseadas no balé de Piotr Ilitch Tchaikovski, exceto "Once Upon a Dream". Walter Schumann foi inicialmente previsto para ser o compositor da trilha sonora, mas deixou o projeto por diferenças criativas. George Bruns foi sugerido para substituir Schumann pelo animador Ward Kimball. Devido a uma greve dos músicos, a partitura musical foi gravada em Berlim, Alemanha, com a Orquestra Sinfónica de Berlim de 8 de setembro a 25 de novembro de 1958. A trilha sonora foi regravada em várias línguas.

#### Lista de faixas
| Edição padrão  |                                                                          |         |  |
| N.º            | Título                                                                   | Duração |  |
| 1.             | "Main Title/Once Upon a Dream/Prologue"                                  | 2:57    |  |
| 2.             | "Hail to the Princess Aurora"                                            | 1:57    |  |
| 3.             | "The Gifts of Beauty and Song/Maleficent Appears/True Love Conquers All" | 5:38    |  |
| 4.             | "The Burning of the Spinning Wheels/The Fairies Plan"                    | 4:32    |  |
| 5.             | "Maleficent's Frustration"                                               | 2:08    |  |
| 6.             | "A Cottage in the Woods"                                                 | 3:27    |  |
| 7.             | "Do You Hear That?/I Wonder"                                             | 3:57    |  |
| 8.             | "An Unusual Prince/Once Upon a Dream (Reprise)"                          | 3:29    |  |
| 9.             | "Magical House Cleaning/Blue or Pink"                                    | 2:47    |  |
| 10.            | "A Secret Revealed"                                                      | 1:57    |  |
| 11.            | "Skumps (Drinking Song)/The Royal Argument"                              | 4:09    |  |
| 12.            | "Prince Phillip Arrives/How to Tell Stefan"                              | 2:26    |  |
| 13.            | "Aurora's Return/Maleficent's Evil Spell"                                | 5:06    |  |
| 14.            | "Poor Aurora/Sleeping Beauty"                                            | 2:57    |  |
| 15.            | "Forbidden Mountain"                                                     | 2:51    |  |
| 16.            | "A Fairy Tale Come True"                                                 | 2:48    |  |
| 17.            | "Battle with the Forces of Evil"                                         | 5:11    |  |
| 18.            | "Awakening"                                                              | 2:44    |  |
| 19.            | "Finale (Once Upon a Dream)"                                             | 1:43    |  |
| Duração total: | Duração total:                                                           | 60:03   |  |

## Lançamento

### Lançamento original
A distribuição de A Bela Adormecida foi feita pela Buena Vista Distribution, a distribuidora lançou o filme inicialmente nos cinemas em bitola cinematográfica de 35 mm e 70 mm. O filme teve sua estreia em Los Angeles, em 29 de janeiro de 1959. Em seu lançamento original, a curta-metragem Grand Canyon (1958) era exibido antes de A Bela Adormecida. O filme originalmente arrecadou 5,3 milhões de dólares. O orçamento da produção do longa-metragem custou cerca de 6 milhões de dólares, foi uma das produções mais caras na época para a Disney, em relação às animações anteriores produzidas pelo estúdio, produções como Alice no País das Maravilhas (1951), Peter Pan (1953) e A Dama e o Vagabundo (1955), custaram entre 3 à 4 milhões de dólares. Devido ao alto orçamento da produção, juntamente com o baixo lucro da bilheteria, resultou em uma perda anual para a Disney, vindo lançar uma outra animação somente em 1961, com One Hundred and One Dalmatians.

### Relançamentos
A Bela Adormecida foi relançado nos cinemas em 1970, com película cinematográfica de 35 mm. No relançamento conseguiu lucar 3,8 milhões de dólares. Foi relançado novamente em maio de 1979, no Crest Theatre em Seattle, desta vez em bitola 70 mm. Em seu relançamento em 1986, o filme conseguiu lucrar cerca de 15 milhões de dólares nos Estados Unidos e Canadá. Foi relançado pela última vez nos cinemas em 1995. Com um lucro total de 51,6 milhões de dólares, A Bela Adormecida tornou-se o segundo maior filme em bilheteria (após seus relançamentos) lançado em 1959, atrás de Ben-Hur.

### Home media
A Bela Adormecida foi lançado pela primeira vez em VHS, Betamax e LaserDisc em 14 de outubro de 1986, como parte da coleção Clássicos Disney. No mesmo ano, o formato em VHS, vendeu cerca de um milhão de cópias. Foi relançado em 16 de setembro de 1997, desta vez restaurado digitalmente em VHS e LaserDisc. Em 2003, A Bela Adormecida foi restaurado e lançado em DVD como edição especial de 2 discos. Em 2008, foi lançado uma versão em DVD e Blu-ray de 2 discos do filme, como parte da edição Platinum, foi lançado nos Estados Unidos em 7 de outubro de 2008, e no Brasil foi lançado em 3 de outubro do mesmo ano.
O filme foi lançado novamente em Blu-ray e DVD, como parte da edição diamante em 7 de outubro de 2014. Em comemoração ao 60.º aniversário do filme, foi lançado em 24 de setembro de 2019, uma versão em Blu-ray e DVD em alta definição.

## Recepção

### Resposta crítica
Bosley Crowther, em sua crítica para o The New York Times, afirmou que "as cores [do filme] são ricas, e as canções são bastantes exuberantes", porém Crowther criticou sua semelhança com Branca de Neve e os Sete Anões. A revista Time afirmou em sua crítica que A Bela Adormecida é uma "infantilidade sentimental", tenta parecer ousado, mas acaba sendo o oposto e também que seu roteiro não é nada fiel ao original. O extinto periódico Harrison's Reports, em sua crítica afirmou que o filme é duvidoso, além de também comparar com Branca de Neve e os Sete Anões, sentido que em A Bela Adormecida faltavam personagens mais carismáticos. A Variety fez uma crítica positiva sobre a dublagem de Mary Costa e Bill Shirley no longa-metragem. O The New York Daily News descreveu o filme como "encantador".
No website agregador de críticas Rotten Tomatoes, o filme detém uma porcentagem de 90% numa escala de 0 à 100%, com uma classificação média de 8,2/10 baseado em 40 avaliações sob o consenso de que: "Esta paisagem onírica da Disney contém momentos de grandeza, com suas cores exuberantes, ar mágico e um dos vilões mais ameaçadores do cânone da Disney." No Metacritic tem uma aprovação de 85 numa escala de 0 a 100 ganhando o certificado de aclamação universal.

### Indicações a prêmios
Na 32.ª edição do Óscar em 1960, o longa-metragem foi indicado na categoria de melhor trilha sonora. Porém acabou perdendo para Porgy and Bess (1959). No Grammy Awards de 1960, o filme foi indicado para melhor trilha sonora original, perdendo novamente para Porgy and Bess. Na primeira edição do Young Artist Award, em 1978, A Bela Adormecida foi indiciado para melhor musical infantil, mas a animação japonesa Nutcracker Fantasy acabou vencendo.

#### Reconhecimento da American Film Institute
A American Film Institute (AFI), uma organização independente sem fins lucrativos, criada nos Estados Unidos pela National Endowment for the Arts, lançou uma variedade de prêmios anuais e listas de filmes que reconhecem a excelência de produções cinematográficas. Em 2003, a icônica vilã Malévola, foi inicada na lista do AFI dos 100 maiores heróis e vilões do cinema. Três anos depois, o longa-metragem foi indicado a lista dos 25 maiores musicais do cinema. Em 2008, o filme foi indicado a lista dos 10 melhores do AFI.

## Mídias

### Parques temáticos

O Castelo da Bela Adormecida durante a comemoração dos 50 anos da Disneylândia.

A produção de A Bela Adormecida foi durante a construção da Disneylândia. Para promover o filme, Imagineers intitulou o parque dê o "Castelo da Bela Adormecida". O castelo nunca foi designado a sediar alguma atração, mas em abril de 1957, os visitantes podiam vistirar o interior do castelo. A atração foi fechada em outubro de 2001 por motivos não especificados. Em novembro de 2008, a Disney reabriu o castelo.
Desde a sua abertura em 1992, a Disneyland Paris tem sua própria versão do Castelo da Bela Adormecida. A Hong Kong Disneyland inaugurou em 2005, também um Castelo da Bela Adormecida.

### Musical
Um musical do filme intitulado Disney's Sleeping Beauty KIDS é apresentado por escolas e teatros infantis. Com letras adicionais de Marcy Heisler e Bryan Louiselle, o espetáculo é composto por doze números musicais, incluindo as canções do filme.

### Filmes emlive-action
Em 2014, a Walt Disney Pictures produziu Maleficent, um filme norte-americano dos gêneros de aventura, drama e fantasia, dirigido por Robert Stromberg e com o roteiro escrito por Linda Woolverton. Protagonizado por Angelina Jolie como a vilã homônima, o filme baseado em A Bela Adormecida de 1959, retrata a história a partir da perspectiva da antagonista, Malévola, que é considerada uma das mais icônicas e famosas vilãs da Disney. O longa-metragem começou a ser filmado em junho de 2012, sendo lançado nos Estados Unidos em 30 de maio de 2014. O filme teve recepção mista dos críticos, com uma classificação de 49% no Rotten Tomatoes, com uma pontuação média de 5.7/10. No Metacritic, o filme possui uma classificação de 56/100, com base em 32 críticas, indicando "críticas mistas ou médias". Foi lançado, em 2019, uma sequência do longa-metragem intitulado Maleficent: Mistress of Evil. Dirigido por Joachim Rønning e escrito por Linda Woolverton, e reescrito por Jez Butterworth. As filmagens do filme começaram em 29 de maio de 2018, no Pinewood Studios, em Buckinghamshire, Inglaterra. Sendo concluídas em 24 de agosto de 2018.